# TJ Tatran Jakubčovice
TJ Tatran Jakubčovice is een Tsjechische voetbalclub uit Jakubčovice nad Odrou en is in 1952 opgericht. De club speelde onder de Jakubčovice Fotbal één seizoen, 2006/07, in de 2. liga. Om op het tweede niveau te komen had de club zeven keer op een rij weten te promoveren, waarna na een jaar ondanks een verdienstelijke elfde plaats de proflicentie werd verkocht aan FK Dukla Praag en Jakubčovice opnieuw begon op het zesde niveau.

## Naamsveranderingen
- 1952 – TJ Tatran Jakubčovice nad Odrou (Tělocvičná jednota Tatran Jakubčovice nad Odrou)
- 2003 – Jakubčovice Fotbal
- 20?? – TJ Tatran Jakubčovice (Tělocvičná jednota Tatran Jakubčovice)

## Erelijst
| Nationaal sinds 1993 |    |         |
| Kampioen MSFL        | 1× | 2005/06 |